# Parque nacional Pan de Azúcar
El parque nacional Pan de Azúcar está situado 30 km al norte de Chañaral y a 194 km al norte de Copiapó en Chile y fue creado en 1985, mediante DS 527 del Ministerio de Bienes Nacionales. Abarca un área de 43.764 ha.
Es notable a causa de la abundancia relativa de especies: existen más de 27 especies de cactus, de los cuales 21 son endémicos para este sector, como aquellas identificadas por el género Copiapoa (Copiapoa cinerascens, C. cinerea, C. budwillii, entre otras) en la región. La ausencia de precipitaciones se compensa gracias a las brumas marinas.

## Flora
La vida vegetal obedece a la típica predominante en las zonas áridas, destacándose las cactáceas, especies que crecen solo en el continente americano y que están adaptadas a la falta de agua.
En los sectores cercanos a la costa existe mayor diversidad de vegetación, debido a la presencia de la neblina costera, más conocida como camanchaca. Acá aparecen especies como el chañar, la cleome o el lechero, arbusto del que brota un látex lechoso y venenoso.

## Fauna

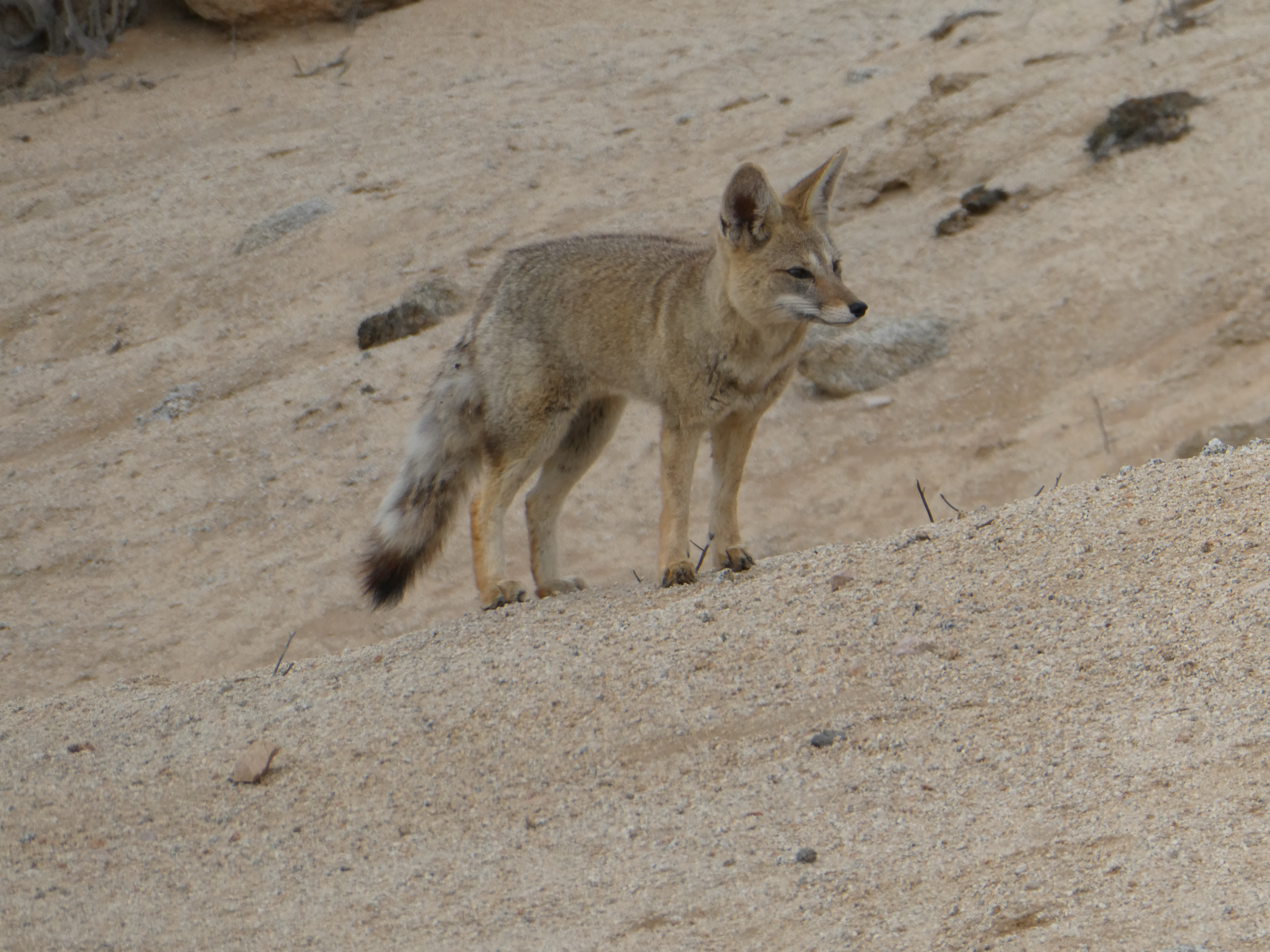
Zorro chilla.

Las especies que habitan el parque pueden dividirse entre aquellas que lo hacen al interior y las que lo hacen en la costa. 
Entre las primeras se encuentran roedores, guanacos, zorros chilla y algunos reptiles. Además, aves como cóndores y cernícalos.
En la zona costera se ven chungungos, lobos marinos y gran cantidad de aves, como chorlos y pelícanos. Pero el ave más importante del lugar es el pingüino de Humboldt, una especie considerada vulnerable.
En playas arenosas se encuentran gaviotas garumas o grises, que se alimentan de pequeños crustáceos.

## Caleta Pan de Azúcar
Caleta Pan de Azúcar es una pequeña población de pescadores, que ahora también vive del turismo. Antes se trabajaba y EMVARCABA  desde este lugar el cobre producido en la mina "Carrizalillo", ubicada a unos 60 km. al noreste de este lugar. Aún se puede ver parte del muelle buceando, así como restos de la grúa de carga. Desde Caleta se puede ir al mirador que se encuentra 8 km. más adelante. Después de la visita se puede continuar hacia el este donde se encuentra la principal atracción del parque, que consta de la flora y fauna local.

## Servicios

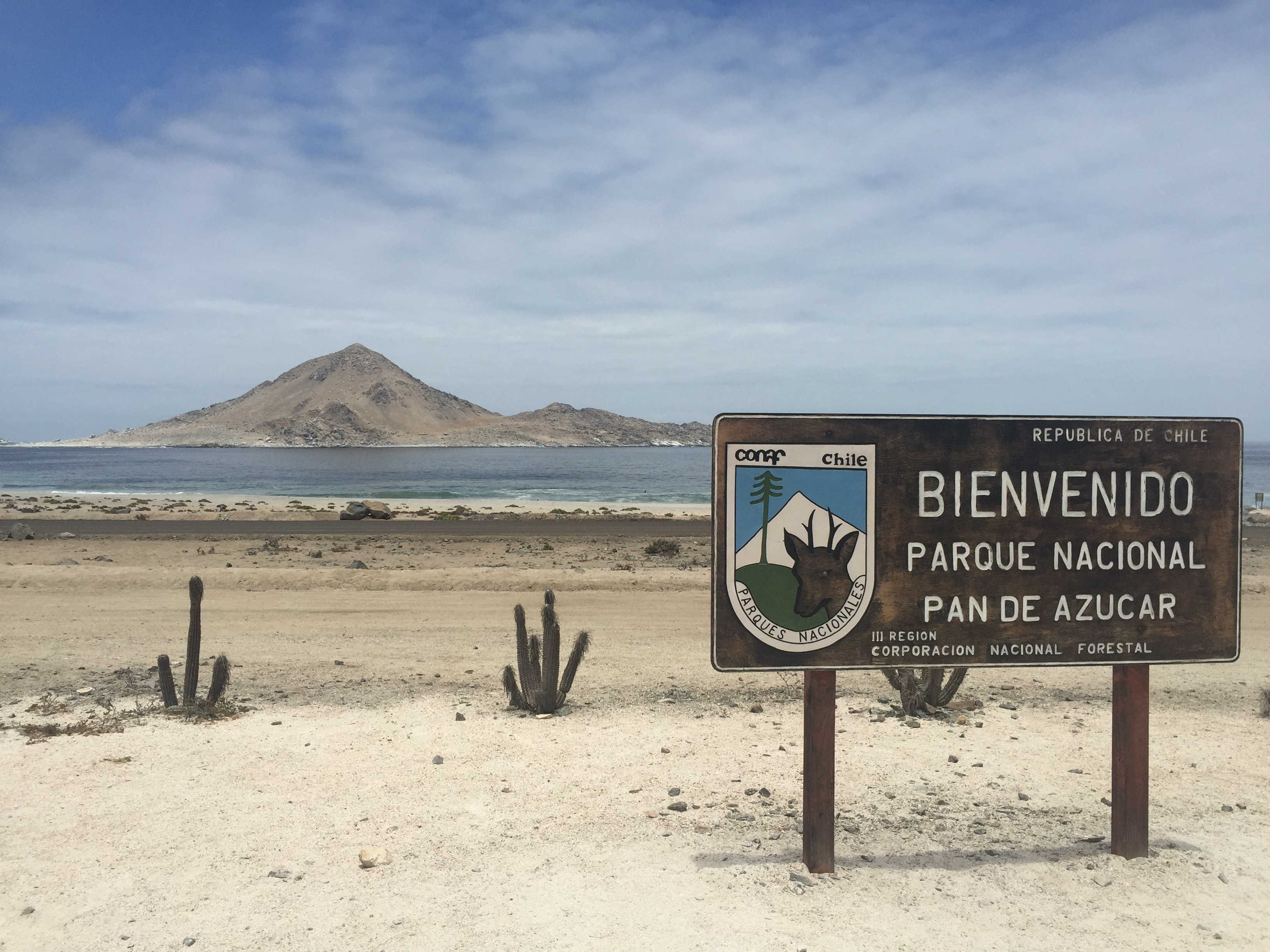
Cartel de ingreso al parque nacional Pan de Azúcar.

### Administración del área y oficina del guardaparque
La administración del Parque se encuentra localizada en Caleta Pan de Azúcar, a 30 km del Puerto de Chañaral y a 10 de la entrada al parque nacional. En el sector también se encuentra el Centro de Información Ambiental. El horario de atención del sector Administración y del Centro de Información Ambiental es  8.30 a 12.30 y de 14.00 a 18.00. En el Centro de Información Ambiental es posible asistir a charlas dictadas por guardaparques y se programan excursiones. La oficina de guardaparques también se encuentra ubicada en el Centro de Información Ambiental (CIA).

### Área de Camping
Existen 3 sectores de campismo habilitados:

#### Pan de Azúcar Lodge
Complejo que cuentas con 50 sitios de camping entre playa Piqueros y Playa Soldado, con tres módulos de baños distribuidos en el complejo, no cuenta con agua caliente, también cuenta con 5 cabañas equipadas.
www.pandeazucarlodge.cl

#### CampingCaleta Pan de Azúcar
Este complejo cuenta con seis sitios de camping frente a la Caleta Pan de Azúcar.

#### CampingLos Yekos
El complejo cuenta con seis sitios techados con totora, con quinchos (asadores) autorizados por la Corporación Nacional Forestal (Conaf) y con comedor para seis personas en cada sitio. Además cuenta con sitios estándar. Todos los sitios están junto a Playa Los Piqueros y frente a la Isla de Pan de Azúcar. Webpage: www.campinglosyecoschile.com
En Caleta Pan de Azúcar se encuentran 3 restaurantes que ofrecen productos del mar extraído por los propios pescadores de la Caleta Pan de Azúcar. También en la caleta se pueden realizar paseos en bote a Isla Pan de Azúcar y observar los pingüinos de Humboldt.

## Galería

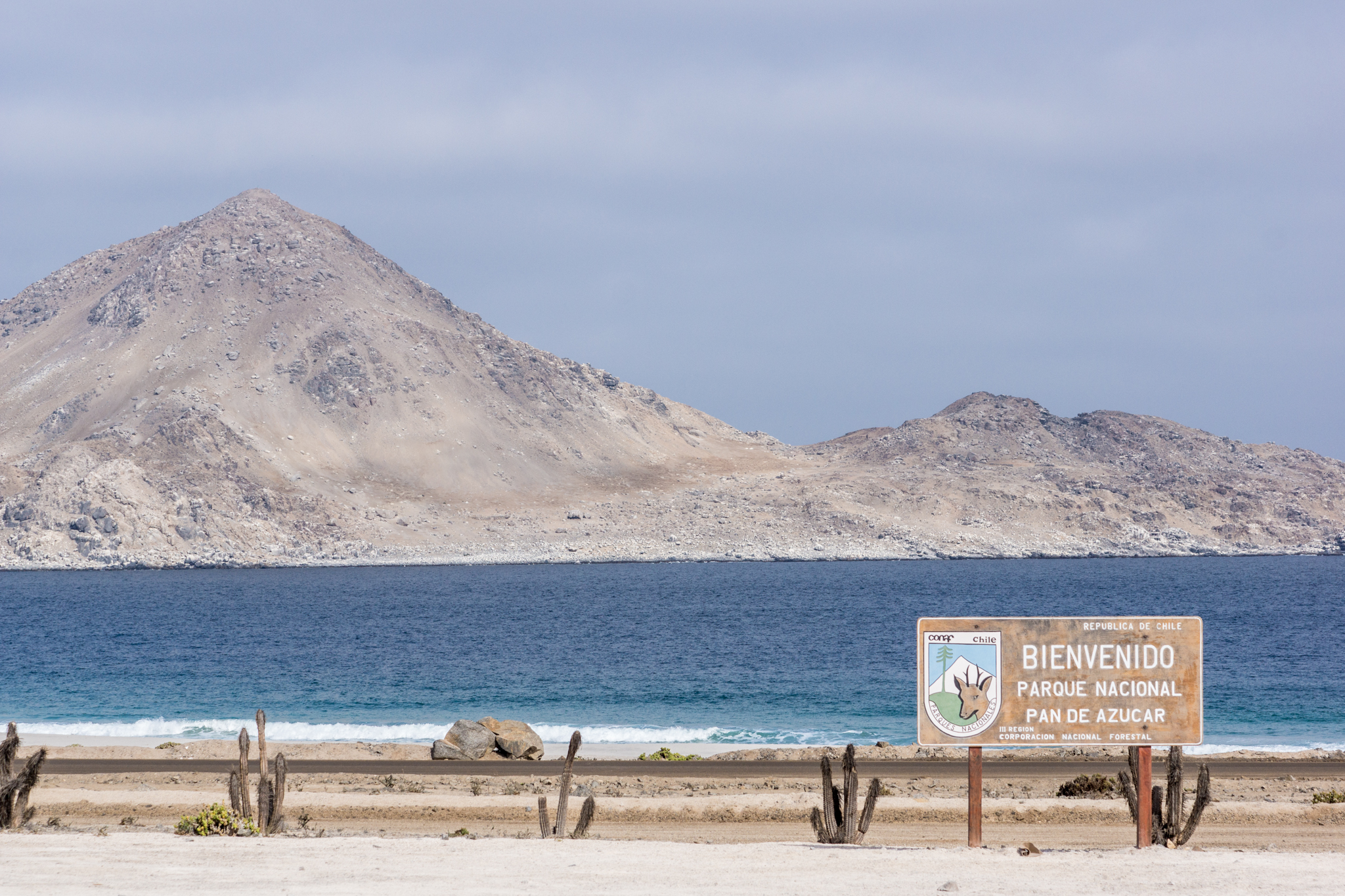
Bienvenida al parque.
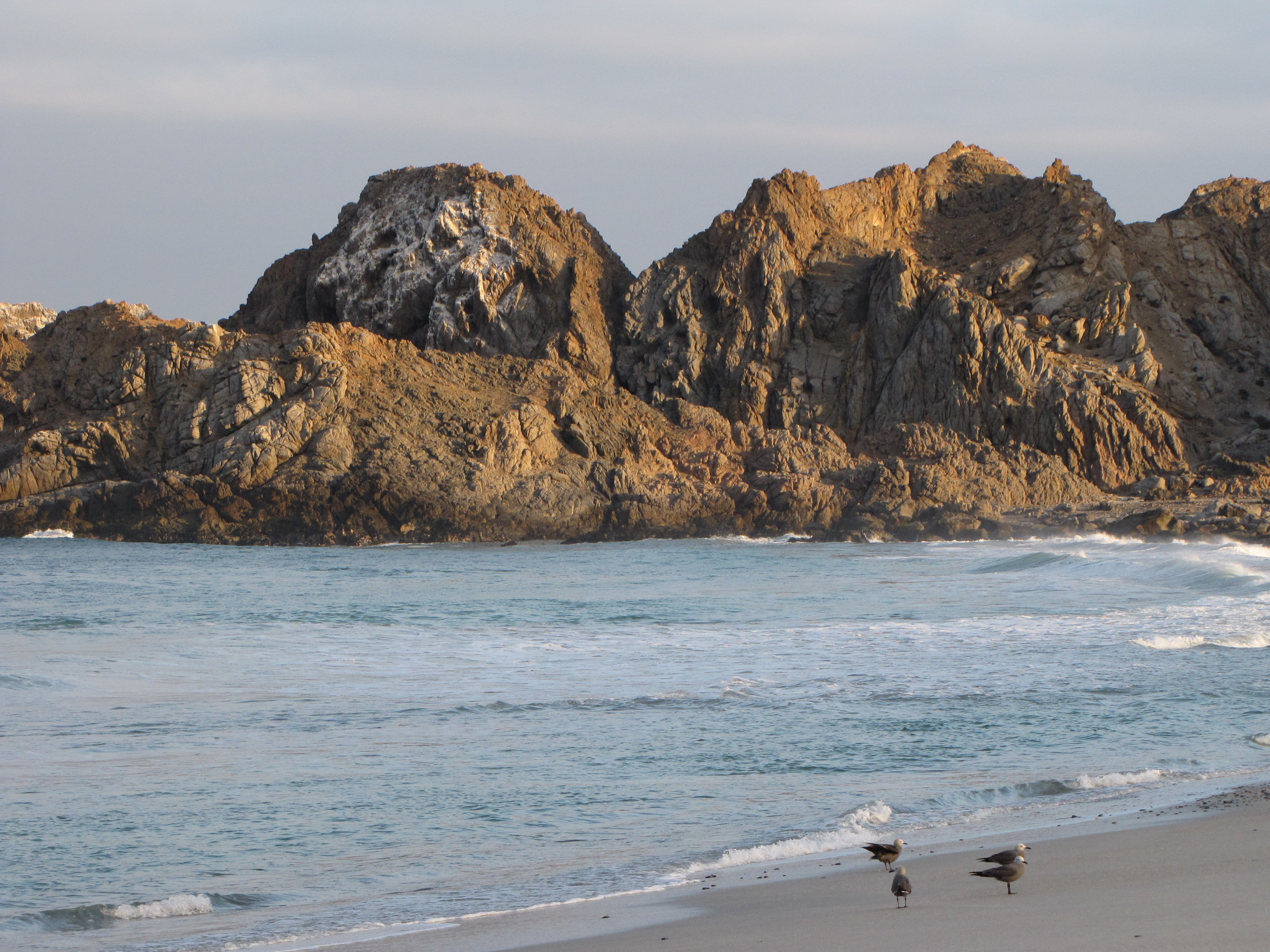
Roqueríos costeros.
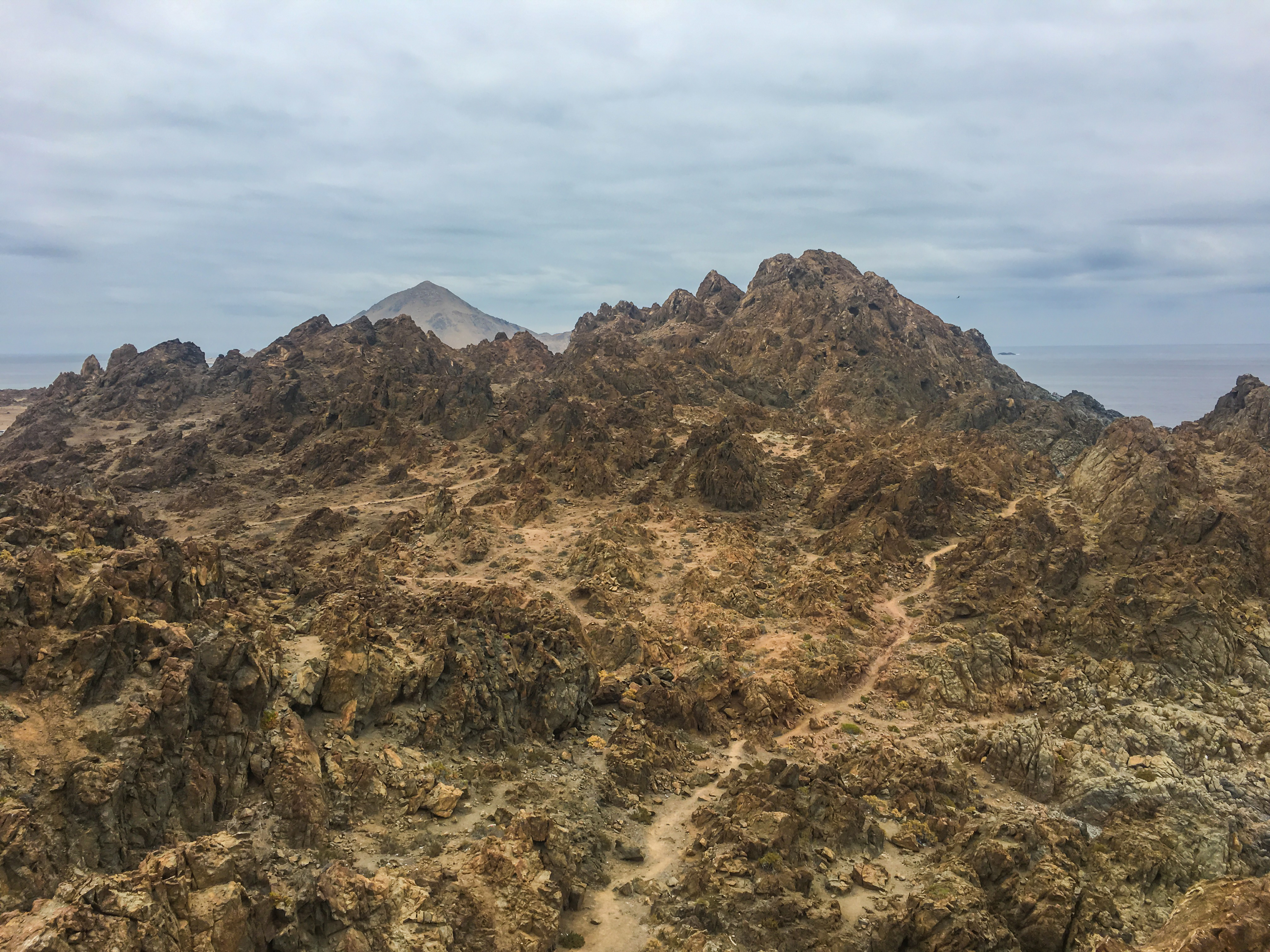
Roqueríos costeros.
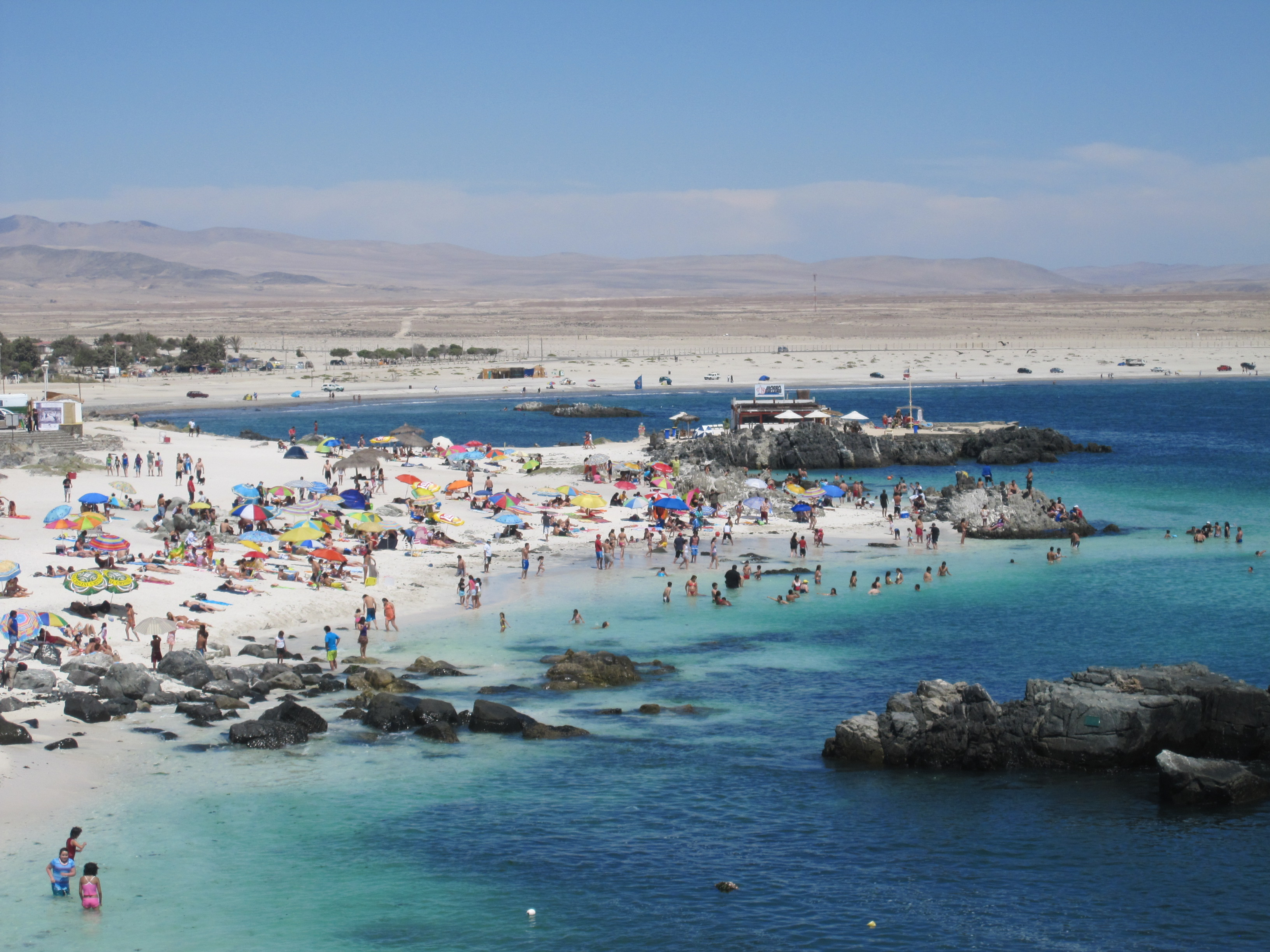
Zona playera.
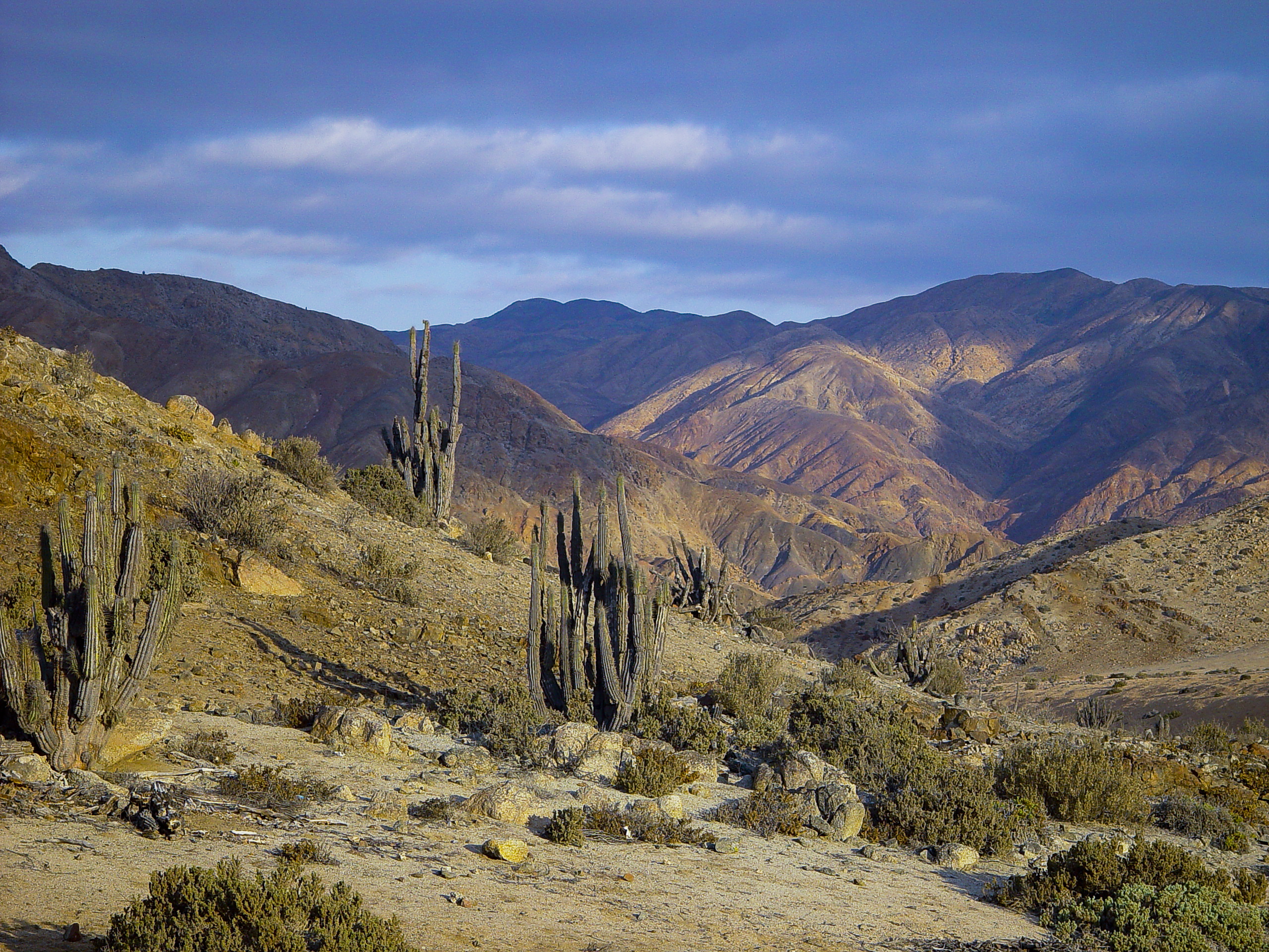
Zona interior.
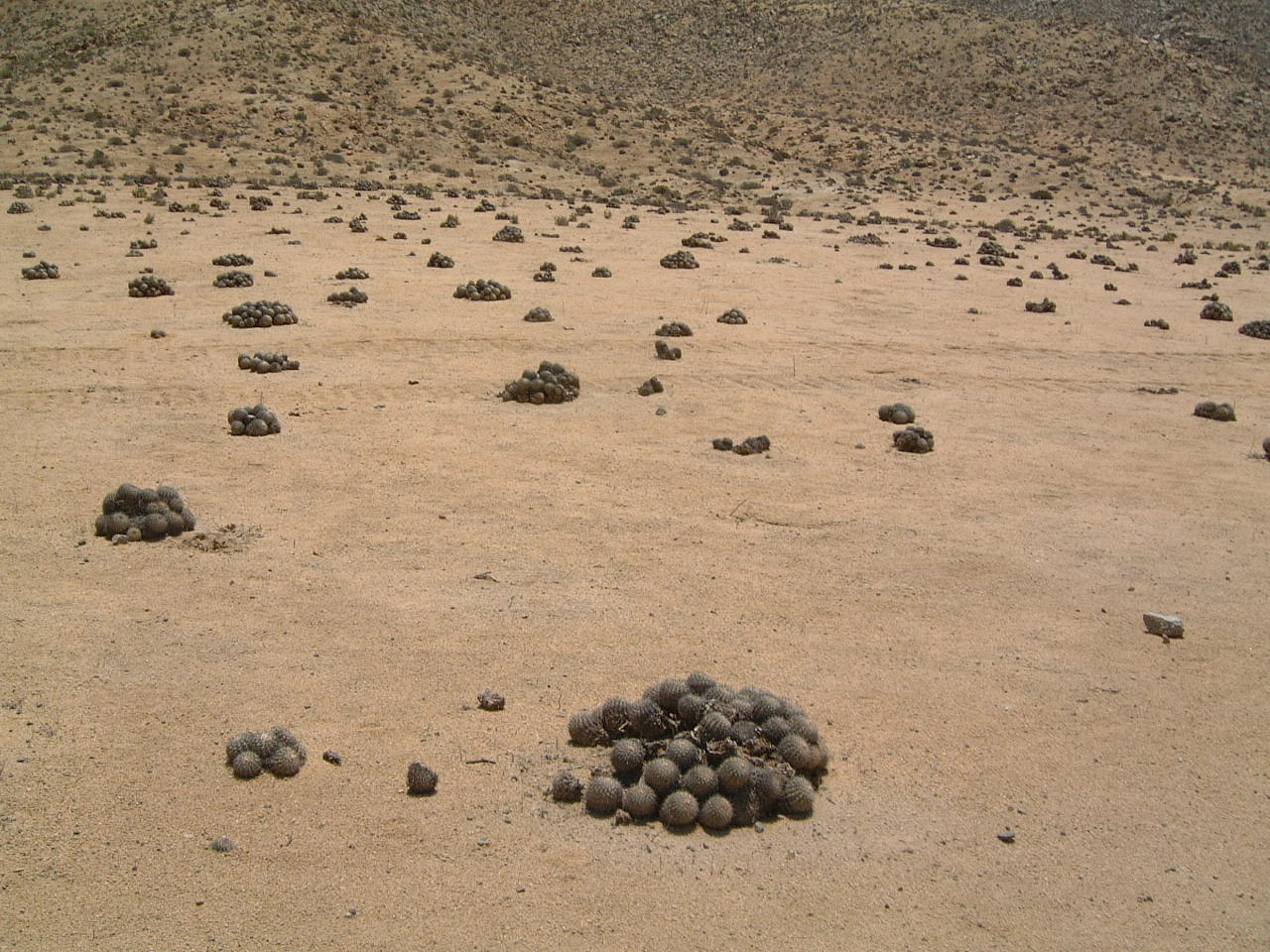
Copiapoa solaris, sector de Playa Blanca.

## Vías de acceso

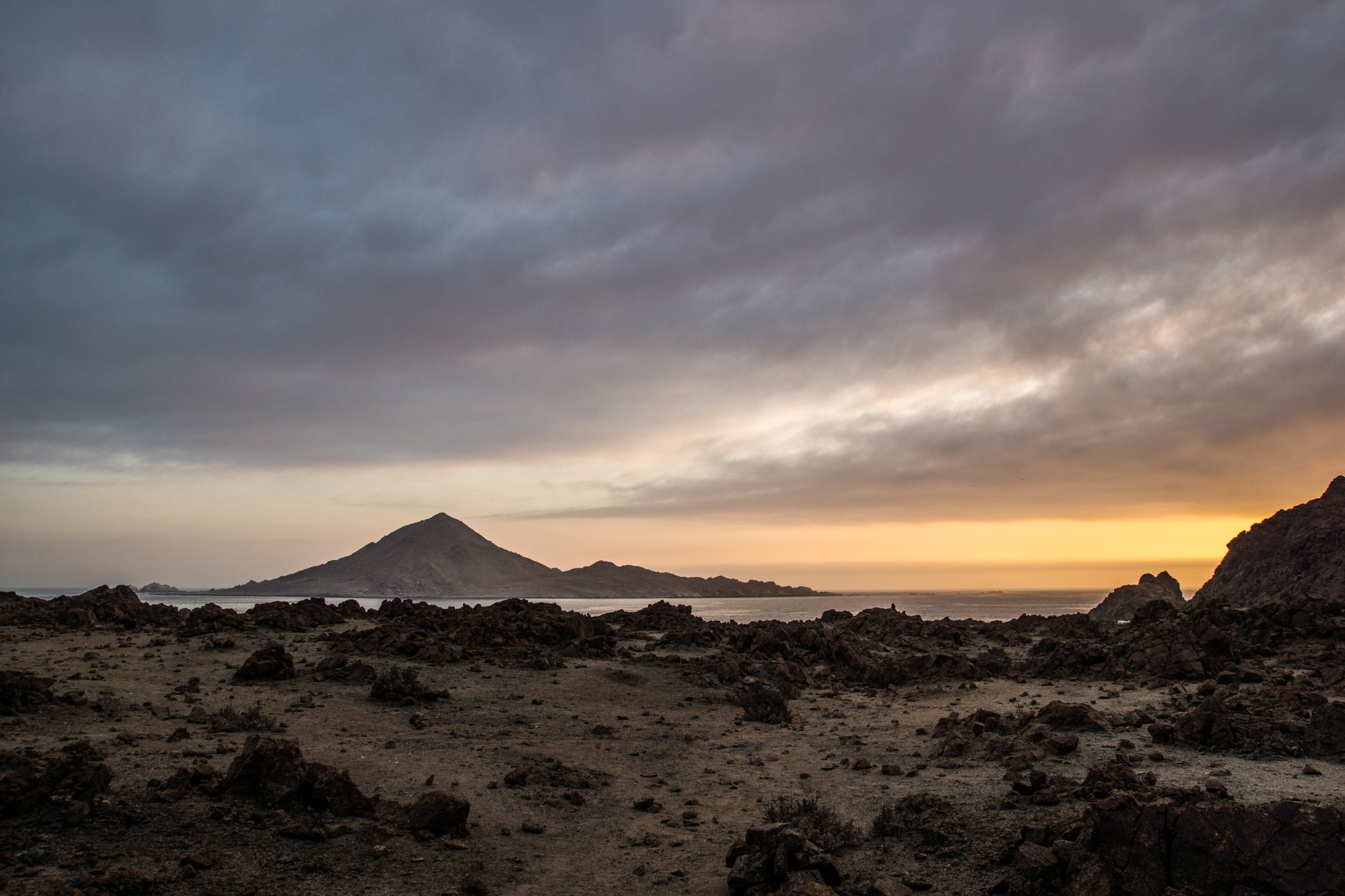
Atardecer en el parque nacional Pan de Azúcar.

El parque cuenta con tres accesos por vía terrestre. El acceso principal es desde la ciudad de Chañaral a través de la Ruta C-120, que une el puerto de Chañaral, la Administración del Parque y la caleta Pan de Azúcar, con una longitud de 29 km, siendo la ruta más utilizada. en el km 25 se encuentra la Playa los piqueros y existen servicios de camping bajo la administración del parque. dos kilómetros más al norte se ubica la Caleta Pan de Azúcar
El segundo acceso se encuentra localizado al norte de la ciudad de Chañaral, y se ubicada en el kilómetro 968 de la Ruta 5 Norte. Desde ahí se puede viajar por camino de ripio hasta el parque a lo largo de la costa pasando por Playa Los Amarillos y Playa Blanca Ruta C-110
A orillas de la carretera se puede apreciar un sinnúmero de cactus. 
Muchas personas hacen este paseo en bicicleta y pernoctan en los cámpines autorizados, ubicados en Playa Piqueros, Playa Soldado o en Caleta Pan de Azúcar. Fuera de estos sitios el campismo no está permitido.
El Tercer acceso es a través de la Ruta 5 Norte desde el norte hacia la ciudad de Chañaral. A la altura del kilómetro 1014, en el sector Las Bombas, al cual se accede por un camino secundario Ruta C-112 que une con la Ruta C-110 antes descrita.
La Ruta C-120 es de un estabilizado de tierra y presenta un trazado que fue mejorado, aumentando los radios de curva. El tramo de la ruta 5, entre el sector Las Bombas (km. 1014) y la administración del Parque (km. 968) es de tierra y ripio.
El punto de control es el Pórtico, ubicado en el kilómetro 18, en donde existe personal que cobra por ingreso al parque, su valor debe ser consultado en la oficina de CONAF Atacama.

### Retorno
Si no se quiere regresar a Chañaral es posible continuar hacia el norte llegando hasta la Carretera Panamericana a la altura del kilómetro 1050, y desde ahí seguir camino al norte, no obstante, el abastecimiento de combustible más próximo hacia el norte es Agua Verde, a 140 kilómetros.

## Visitantes
Este parque recibe una gran cantidad de visitantes chilenos y extranjeros cada año.
| Año         | 2012   | 2013   | 2014   | 2015   | 2016  | 2017  | 2018   | 2019   | 2020  | 2021  | 2022   | 2023   | 2024  |
| ----------- | ------ | ------ | ------ | ------ | ----- | ----- | ------ | ------ | ----- | ----- | ------ | ------ | ----- |
| chilenos    | 12.361 | 13.162 | 16.377 | 14.862 | 7.809 | 8.472 | 13.532 | 13.240 | 7.274 | 2.659 | 12.001 | 10.895 | 6.354 |
| extranjeros | 1.097  | 825    | 1.254  | 1.179  | 977   | 1.053 | 1.343  | 1.896  | 570   | 0     | 391    | 836    | 924   |
| Total       | 13.458 | 13.987 | 17.631 | 16.041 | 8.786 | 9.525 | 14.875 | 15.136 | 7.844 | 2.659 | 12.392 | 11.731 | 7.278 |

## Protección del subsuelo
El parque nacional Pan de Azúcar cuenta con una protección de su subsuelo como lugar de interés científico para efectos mineros, según lo establece el artículo 17 del Código de Minería. Estas labores solo pueden ser ejecutadas mediante un permiso escrito por el presidente de la República y firmado además por el ministro de Minería.
La condición de lugar de interés científico para efectos mineros fue establecida mediante Decreto Supremo N°527 de 7 de octubre de 1985 y publicado el 6 de mayo de 1986.
 que fija el polígono de protección.